# Kadmous
Al-Qadmûs, Qadmus ou Kadmous est une ville de la circonscription (muhafazah ) de Tartous en Syrie.

## Histoire

### Moyen Âge
Le château (Qal`a al-Qadmûs) occupait un petit plateau triangulaire encadré par deux vallées.
En 1128/29, Bohémond II s'en empare, il est alors connu sous le nom de la Cademois.
En 1132/33, Sayf ad-Dîn ibn `Amrûn, seigneur de la forteresse d'Al-Kahf vend Al-Qadmus aux Nizârites (Assassins) après l'avoir reprise aux croisés l'année précédente.
Il change de main à plusieurs reprises. En 1186, il passe aux Hospitaliers en même temps que le Margat (Qal`a Marqab).
En 1271, le sultan mamelouk baharite Baybars qui vient de prendre le Krak des Chevaliers (Hisn al-Akrād) prend Al-Qadmûs et Al-Kahf, neutralisant ainsi l'influence des Ismaéliens dans la région. Ultérieurement les sultans mamelouks vont se servir des Nîzarites à leur profit : au début du XIVe siècle, le voyageur Ibn Battuta rapporte :

« Je quittai cette ville, et je passai par le château de Kadmoûs, puis par celui de Maïnakah, celui d’Ollaïkah, dont le nom se prononce comme le nom d’unité d’ollaïk, et celui de Misyâf, et enfin par le château de Cahf. Ces forts appartiennent à une population qu’on appelle Elismâïliyah ; on les nomme aussi Elfidâouiyah ; et ils n’admettent chez eux aucune personne étrangère à leur secte. Ils sont, pour ainsi dire, les flèches du roi Nâcir, avec lesquelles il atteint les ennemis qui cherchent à lui échapper en se rendant dans l’Irâk, ou ailleurs. Ils ont une solde ; et quand le sultan veut envoyer l’un d’eux pour assassiner un de ses ennemis, il lui donne le prix de son sang ; et s’il se sauve après avoir accompli ce qu’on exigeait de lui, cette somme lui appartient ; s’il est tué, elle devient la propriété de ses fils. Ces Ismaéliens ont des couteaux empoisonnés, avec lesquels ils frappent ceux qu’on leur ordonne de tuer. »

— Ibn Battûta, op. cit., vol. I (lire en ligne), p. 157-158.

### Époque contemportaine
Ibrahim Pacha détruit le château en 1838 lors de sa campagne contre les Alaouites.
À la fin de l'époque ottomane et jusqu'au début des années 1920, les conflits tribaux opposant les Ismaéliens de Kadmous aux Alaouites des environs, et les émirs ismaéliens de Kadmous entre eux, conduisent beaucoup d'Ismaéliens à quitter la montagne pour se fixer à Salamyeh, dans la plaine de Syrie centrale ; ils y fondent le quartier de Qadamisa, nommé d'après la ville de Kadmous, lieu d'origine de beaucoup d'entre eux. Lors de la révolte alaouite de 1919-1921 conduite par le cheïkh Saleh al-Ali, les Ismaéliens de Kadmous, devenus beaucoup moins nombreux que les Alaouites, doivent demander l'aide des colonisateurs français contre les rebelles. Malgré la victoire des Français et la reddition de Saleh al-Ali en 1922, les Ismaéliens n'obtiennent qu'un seul siège dans le conseil de l'État des Alaouites.
Entre 1960 et le début des années 2000, Kadmous est un des petits bourgs de l'arrière-pays alaouite. Son aire d'attraction commerciale ne dépasse pas une centaine de km² et tend encore à se réduire du fait de l'attraction supérieure des grandes villes côtières, notamment Banias. C'est aussi un des rares bourgs de cette région, avec Kessab, à ne pas avoir le statut de ville, ce qui réduit beaucoup les possibilités d'emploi administratif.